# Karl Strübin

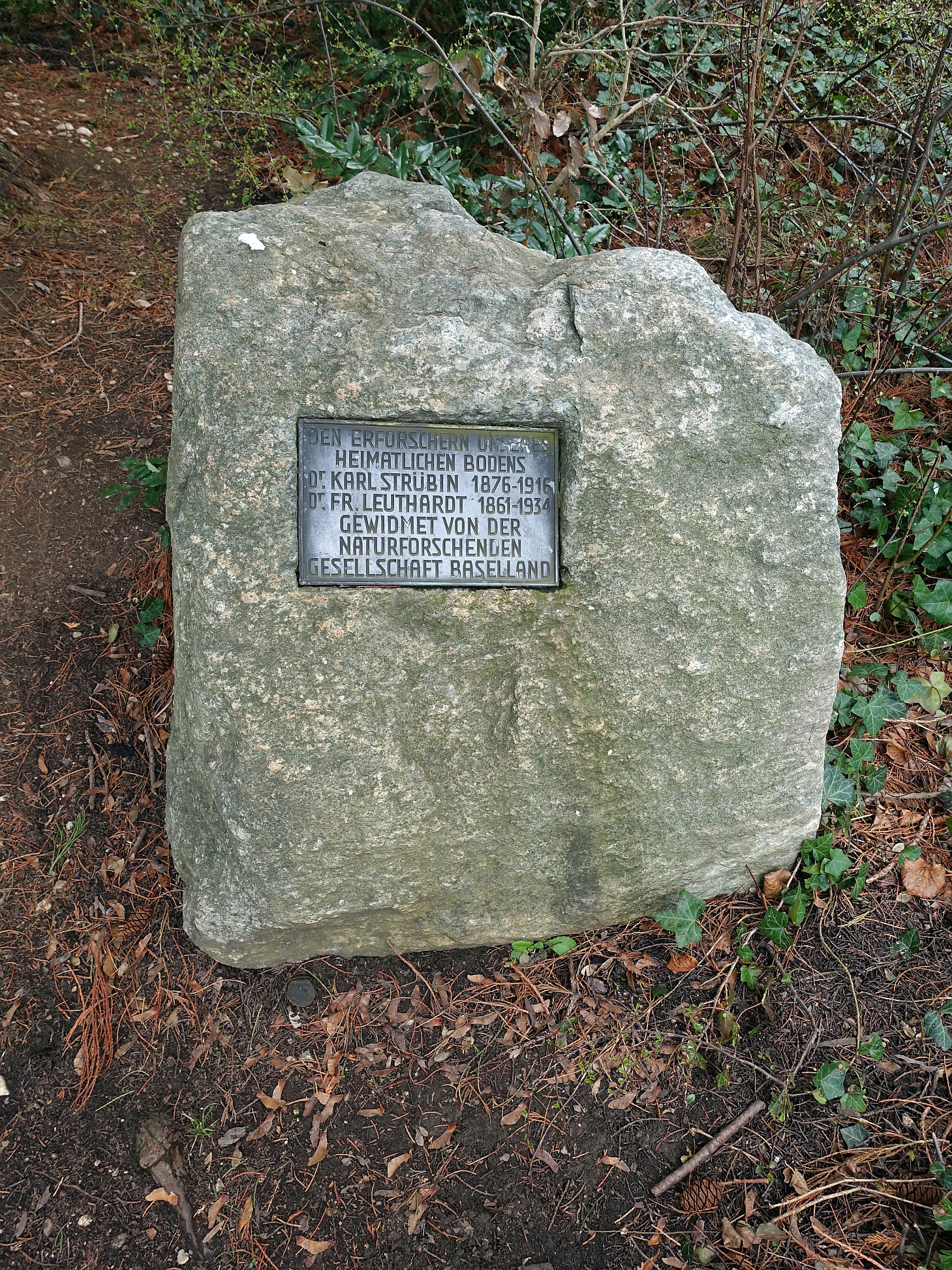
Gedenkstein für Karl Strübin und Franz Leuthardt nahe der Sekundarschule Burg in Liestal

Karl Strübin (* 12. Juni 1876 in Liestal; † 17. April 1916 ebenda) war ein Schweizer Geologe und Lehrer, der den Schweizer Jura in der Umgebung von Basel erforschte. Im Baselland galt er als Naturschutzpionier.

## Leben
Strübin war der Sohn des Stadtförsters in Liestal und ging dort an der Oberen Realschule in Basel zur Schule. 1895 schloss er mit der Matura ab. In Liestal war er Schüler von Franz Leuthardt und in Basel Andreas Gutzwiller (1845–1917), der sich vor allem um die Erforschung des Tertiärs der Gegend von Basel verdient machte. Danach studierte er Naturwissenschaften – vor allem Geologie – an der Universität Basel, an der er 1901 bei Carl Schmidt promoviert wurde. Ein weiterer Lehrer war der Privatdozent August Tobler, der sich im Gegensatz zu Schmidt auch mit dem Jura befasste.
In seiner Dissertation kartierte und untersuchte er das Gebiet des Schweizer Juras zwischen seinem Heimatort Liestal und Augst. Er lieferte damit detaillierte stratigraphische und paläontologische Untersuchungen des Juras in der Umgebung von Basel, die schon die Basler Professoren Albrecht Müller (1819–1890) und Peter Merian und für den Bereich des Ostrands des Schwarzwaldes der badische Landesgeologe Ferdinand Schalch begonnen hatten. Zur Kenntnis des Juras bei Basel trugen auch Fritz Mühlberg (1840–1915), Professor an der Kantonsschule Aarau, der Arzt in Delsberg Jean-Baptiste Greppin (1819–1881) und  dessen Sohn Eduard Greppin (1856–1927, Chemiker in Basel), Louis Rollier und Amanz Gressly bei.
Nach seiner Promotion arbeitete Strübin als Assistent beim Basler Naturhistorischen Museum in der geologischen Sammlung, wurde 1902 Lehrer an der Sekundarschule in Pratteln und 1905 an der Bezirksschule in seinem Heimatort Liestal. Dort wohnte er mit seiner verwitweten Mutter in seinem Elternhaus, wo er auch heiratete. Sein Sohn Theodor wurde ebenfalls Lehrer. Aus Rücksicht auf seine Mutter wollte er nicht wie viele andere junge Schweizer Geologen (darunter sein Lehrer Tobler) als Erdölgeologe im Ausland arbeiten. Strübin starb an einem langjährigen Nierenleiden.
Seine in seiner Dissertation angefangene geologische Karte mit Profilkarte wurde nicht mehr veröffentlicht, wurde aber z. B. von Serge von Bubnoff verwendet. Aufbewahrt wird sie im Naturhistorischen Museum Basel.
Strübin hielt viele Vorträge und veröffentlichte Tätigkeitsberichte der Naturforschenden Gesellschaft Basel und Baselland. Neben der Geologie des Schweizer Juras betreffen sie erratische Blöcke bei Basel, die er registrierte und als Naturdenkmäler sicherte sowie Paläontologie. In der Basellandschaftlichen Zeitung veröffentlichte er populärwissenschaftliche Beiträge, teilweise anonym.
Er war auch als Ingenieurgeologe und Gutachter tätig, unter anderem für den Weissensteintunnel, die Saline Schweizerhall und die Wasserkraftanlage Augst-Wyhlen.